# Catherine Bishop
Catherine Bishop (Southend-on-Sea, 22 de noviembre de 1971) es una deportista británica que compitió en remo.
Participó en tres Juegos Olímpicos de Verano, en los años 1996 y 2004, obteniendo una medalla de plata en Atenas 2004, en la prueba de dos sin timonel, y el séptimo lugar en Atlanta 1996, en el ocho con timonel.
Ganó dos medallas en el Campeonato Mundial de Remo, en los años 1998 y 2003.
Estudió Política Internacional en la Universidad de Aberystwyth, y se doctoró en Literatura germana contemporánea en la Universidad de Reading. Trabajó en el Foreign Office por doce años. Adicionalmente, ha trabajado como consultora de desarrollo de liderazgo, conferenciante y escritora.

## Palmarés internacional
| Juegos Olímpicos   | Juegos Olímpicos   | Juegos Olímpicos | Juegos Olímpicos |
| Año                | Lugar              | Medalla          | Prueba           |
| ------------------ | ------------------ | ---------------- | ---------------- |
| 2004               | Atenas (Grecia)    | Medalla de plata | Dos sin timonel  |
| Campeonato Mundial |                    |                  |                  |
| Año                | Lugar              | Medalla          | Prueba           |
| 1998               | Colonia (Alemania) | Medalla de plata | Dos sin timonel  |
| 2003               | Milán (Italia)     | Medalla de oro   | Dos sin timonel  |